# Ngawang Woebar

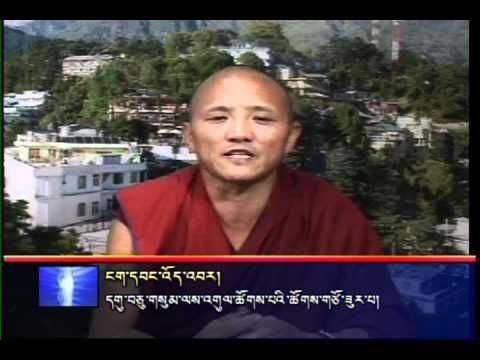
Ngawang Woebar

Ngawang Woebar, ook wel Ngawang Woeber (Jangkhashang Dundungtso (Phenpo, Tibet), 1965) is een Tibetaans monnik. Hij is voorzitter van de Gu-Chu-Sum.
Hij is onder meer te zien in de documentaire Tibet: 50 Years After the Fall uit 2009 van het regisseursduo Ritu Sarin en Tenzin Sönam.

## Biografie
Ngawang Woebar ging enkele jaren naar de basisschool en werkte daarna enkele jaren op een boerderij, totdat hij op zijn achttiende naar het klooster Drepung ging voor studie van boeddhistische filosofie, Tibetaanse geschiedenis en grammatica.
Op 27 september 1987, aan het begin van de opstanden van 1987 tot 1993, hielden hij en enkele andere monniken van het klooster een bijeenkomst, waarbij ze met Tibetaanse vlaggen zwaaiden en pamfletten uitdeelden waarin stond dat Tibet onafhankelijk was en dat China uit Tibet moest vertrekken. Hierop werd hij gedurende vier maanden vastgezet en gemarteld in de gevangenis van Gutsa. Hij werd vrijgelaten na tussenkomst van de tiende pänchen lama, Chökyi Gyaltsen. 
Na zijn vrijlating ging hij verder met acties zoals het plakken en ronddelen van pamfletten. Door het Chinese comité dat gevestigd was in het klooster werd hij op 20 april 1990 uit het klooster gezet en verboden zich aan te sluiten bij andere kloosters. Op 26 april 1991 ontvluchtte hij Tibet.
Na aankomst in Dharamsala in India ging hij naar de lerarenopleiding aan de Buddhist School of Dialectics, waarna hij leraar Tibetaans werd.
Hij was vicevoorzitter en is sinds september 2004 voorzitter van de Gu-Chu-Sum, een beweging die opkomt voor politiek gevangenen in de Volksrepubliek China en Nepal.